# 阮有求
阮有求（越南语：／；？—1751年），俗名鯑，越南后黎朝海陽青河人，18世纪初北河农民起义的首领之一。阮有求少年落草，至1739年响应阮蘧、阮选领导的宁舍起义，起事于海阳、安广海域。因其颇为谋略，屡战屡败，横行海上数年之久。后来转战山南、乂安等地。1750年冬，阮有求在琼瑠县黄梅社兵败被俘。1751年四月于升龙遇害。

## 生平
阮有求，海陽青河雷洞人，一名鯑，自小为盗匪。黎郑朝廷朝政紊乱、统治腐败，连年灾荒，民不聊生。永佑五年（1739），海阳宁舍人阮蘧、阮选叔侄起义，海阳、山南的百姓荷锄挟杖相从，多者万余人，少者千百人。阮有求也举事响应阮蘧，占据涂山、云屯州一带海域。景兴元年至二年（1740—1741），连年饥荒，阮有求载运粮食，赈济海阳灾民，百姓赖以存活，纷纷追随阮有求，反抗官府。阮有求自称钦差东道总国保民大将军、阖郡公，百姓们尊称他为阖郡爷（quận He），清朝方面则称之为兆晓。

### 涂山之战
景兴二年（1741）七月，东潮道协同范廷重擒获阮蘧，将其押送升龙处死。韦缵基逃往横蒲县，军资被阮有求所掠。景兴三年（1742）春，黃公论擒获农民军守领卓莹、河道將阮登显擒获韦缵基，海阳一路仅剩阮有求义军势力最大。四月，阮有求占据涂山，袭击老丰，郑将郑榜得知后，与邓廷绵相约率兵围攻涂山。涂山依山负海，海水潮汐无常，阮有求以十余艘船引诱郑军，至佳门葛泊津一带。因潮风强劲，官军大船难行，阮有求以小船数百艘围攻，成功将郑军击败，俘杀郑榜。九月，郑主郑楹以黃公琦统领海阳陆道、陈璟统领海阳水道，各率本部兵船，以及督领武佐琏等二十九奇队，会剿涂山。阮有求与郑军多次交战，兵败逃入海中，郑军撤离后，又重新占据涂山。
景兴四年（1743）春，郑楹遣侍内监司礼监左少监晔忠侯黄五福为奇道统领，与黃公琦合剿阮有求。五月，重振势力的阮有求率军沿江而上，成功将黄公琦困于青河仙华女港，长达十余日。为阻御黄五福奇道兵，阮有求设下重兵，以致后方空虚。黄公琦趁机率兵突围，退回琤川。黄五福趁势出兵，将阮有求军击败。六月，郑主郑楹命黃五福等率水军围攻涂山。七月，黄五福率兵攻击阮有求，杀伤一千余人，俘获战船百余只，阮有求逃回涂山。景兴五年（1744）春，黄五福率军攻塗山，鐄璟侯郑伯钦战死。三月，黄公琦调任山南，黄五福负责海阳剿务，率军再攻涂山。阮有求放弃涂山据点，率战船数百沿江而上，退入京北谅江府，据守于昌江。

### 市桥之战
五月，阮有求在寿昌河两岸筑垒，上自桂岩，下至溪桥，设立木栅，围列战船百余艘。京北镇守陈廷锦得知后，率兵前往谅江阻御阮有求。郑军行抵斋市，遭遇阮有求部众，全军溃败。陈廷锦仓皇退往市桥镇营，阮有求乘勢追击，一举攻破市桥镇营。陈廷锦与督同武方堤等弃印而逃，升龙朝廷为之震惊。郑楹紧急下令加强京师防御，又派遣统领滚郡公张洭率军抵御阮有求军。黄五福得知京北镇营失守后，率兵从月德江进入武江县，陈兵于阮有求部众之后。七月，張洭收复京北镇营，与黄五福合兵围剿阮有求。阮有求退守玉梂山抵御。八月，黄五福统帅将卒12700余人，分兵五路围攻阮有求。张洭从安勇正路攻前面，阮仲珅攻前垒左边，武佐琏攻后垒右边，黎时励攻后垒左边，黃五福率水军阻截河流。张洭军队冒进，中了阮有求埋伏，前路溃败，烽火照于珥河北岸。郑楹又以丁文佳为统领本道上将军、兼督四道，陪从吴廷莹为赞理，围剿阮有求。十月，丁文佳顿兵不前，为阮有求击败，市桥镇营再度被围。十二月，黄五福分兵三路齐进，自攻阮有求军前，谭春域攻左，阮名丽攻右，最终将阮有求击败。阮有求率渡河退去，市桥之围遂解。郑楹将丁文佳召还，以黄五福为京北镇守兼统领。景兴六年（1745）春，郑楹再以黄五福为京北、海阳二镇镇守，范廷重为协镇，继续围剿阮有求。八月，黄五福、范廷重于昌江大败阮有求。阮有求连夜朝太原方向逃走，其麾下宿将名通率舰队顺流而下，欲冲出重围，但是为黄五福水师所截，名通弃船逃走。郑楹又以范廷重为东北南三道协统领，围剿阮有求。

### 转战山南
自昌江之败后，阮有求折返安广，占据瓖鹤洞。因阮有求得到百姓支持，很快就重振势力，时常派轻舟骚扰东南沿海地区。范廷重与黄五福督兵进剿，多次击败阮有求。阮有求麾下将领名通等十余人先后被俘虏，阮有求势力渐弱，四处流亡，居无定所，部众将将散去。阮有求大怒，盗掘范廷重之母的坟墓，并将尸身投入江中，范廷重立誓诛杀阮有求。至景兴七年（1746）春，阮有求逐渐力屈，于是通过阮芳挺向郑楹乞降，以为缓兵之计。郑楹令范廷重缓师，命人招安阮有求，赐号宁东将军、向义侯，麾下將校皆许迁官，又命阮有求赴京瞻觐。范廷重不从，率兵袭击攻阮有求，将其击败。十月，范廷重奉命将俘虏的裴聊木、范纯厚、裴得顺、范平福、阮有仁、阮武胜、裴光宗七人，要送至廉州界上斩首。阮有求退入山南，号称鯑，与当地起义军头目黄公质合兵。
景兴八年（1747），黄公质、阮有求在山南重新振作。次年春，郑主郑楹遣统领黄五福、协统领汝廷瓚会兵围剿，破黄公质数十屯，斩获数万，黄公质逃走。郑主定格赏，获黄公质者，赏赐三品侯爵、获得阮有求者，赏四品侯爵。八月，郑楹命范廷重追剿阮有求，于海阳锦江县将阮有求击溃。阮有求萌生偷袭升龙的计划，于是倍道兼行，抵达菩提津，但是船只被毁。郑楹得知后，亲自率军抵御，范廷重也率兵来围攻，阮有求只得突围而走，转战于海阳、山南一带，多次突袭菩提津。景兴十年（1749）七月，阮有求、黄公质剽掠海阳，与郑军相持良久，郑楹再命黄五福、范廷重会兵围剿。十月，黄五福、范廷重大军击溃黄公质、阮有求。黄公质出走清华，阮有求逃往乂安。郑楹召还黄五福，命范廷重率大军追击。

### 兵败被害
阮有求逃入乂安后，投奔阮蘧之侄阮选。阮选早年从海阳转战乂安，占据茶麟、葵州上游以及琼瑠七总之地。阮有求得到阮选资助兵卒，复图进取，时常与黄公质出没清华界首。郑楹认为清华是根本重地，于是以范廷重为乂安道统领，至清华料理其事，又以属将炎寿侯范廷仕为乂安督领，负责围剿阮有求等人。景兴十一年（1750），阮有求与阮选二将渡海返回海阳。其年冬季，阮有求船队遭遇飓风，漂泊回乂安海岸。范廷仕率军追击，阮有求与手下数十人登岸突围，在乂安府琼瑠县黄梅社，为郑军擒获。十二月二十八日，范廷重将阮有求押送至升龙。
景兴十二年（1751）春，郑楹亲征阮名芳凯旋。三月初一，将阮名芳、阮有求献俘于宫庙。四月初七日，阮名芳、阮有求遇害。

## 相關人物
- 黃公質
- 阮名芳
- 黎維